# Tu pa tam
Tu pa tam je slovenska črna komedija Mitje Okorna, premierno prikazana v začetku leta 2005. Film je bil v celoti posnet v Kranju in črpa zgodbo iz resničnega »podzemeljskega« dogajanja tega mesta.

### Zgodba
Film pripoveduje zgodbo štirih najstnikov, ki se raje okajajo, kot da bi počeli kaj bolj koristnega. Nekega dne si zaželijo boljšega življenja in si sposodijo 100.000 mark od mafijca Frenka, s katerimi bi naj preprodali nekaj hi-fi elektronike. Vendar se Storž, eden izmed najstnikov, še isti dan spre s svojo punco Barbi, ki mu odpelje denar. Sedaj imajo fantje le teden dni časa, da zberejo ta denar skupaj z visokimi obrestmi, preden jih Frenk ubije. Ko jim po mnogim zapletom en dan pred rokom že skoraj uspe, pa Ortič zaigra ves njihov zaslužek na ruleti.

### Financiranje
Film je bil zavrnjen s strani Filmskega sklada RS zaradi slabega scenarija in prevelikih zahtev glede financiranja. Na nezadovoljstva Okorna je Marcel Štefančič jr., ki sicer ni odločal o delitvi denarja, odgovoril, da se je Okorn šele na Poljskem izoblikoval kot filmski ustvarjalec.

## Zasedba
- Klemen Bučan – Buddha
- Miki Bubulj – Ortić
- Toni Cahunek – Storž
- Adnan Omerovič – Turčin
- Pavel Okorn – Frenk
- Marin Perkovič – Zoki
- Martin Janežič – Burim
- Igor Bračič – Halim
- Jure Velikanje – Savo
- Edis Bečič – Čoban
- Boštjan Gorenc – Anđo
- Jože Robežnik – Mrki
- Vito Rožej – Brko
- Adrijana Balukčič – Barbi

## Zanimivosti
- Okorn je bil 20. novembra 2005 predmet poželjenja na oddaji Tistega lepega popoldneva. Kot darilo je s sabo prinesel delovno verzijo scenarija Tu pa tam, ki ga je dobil Mato Žgajner iz Rogaške Slatine.[navedi vir]